# Frampol
Frampol là một thị trấn thuộc huyện Biłgorajski, tỉnh Lubelskie ở đông-nam Ba Lan. Thị trấn có diện tích 4 km². Đến ngày 1 tháng 1 năm 2011, dân số của thị trấn là 1413 người và mật độ 303 người/km².